# Wilgotnica żółta

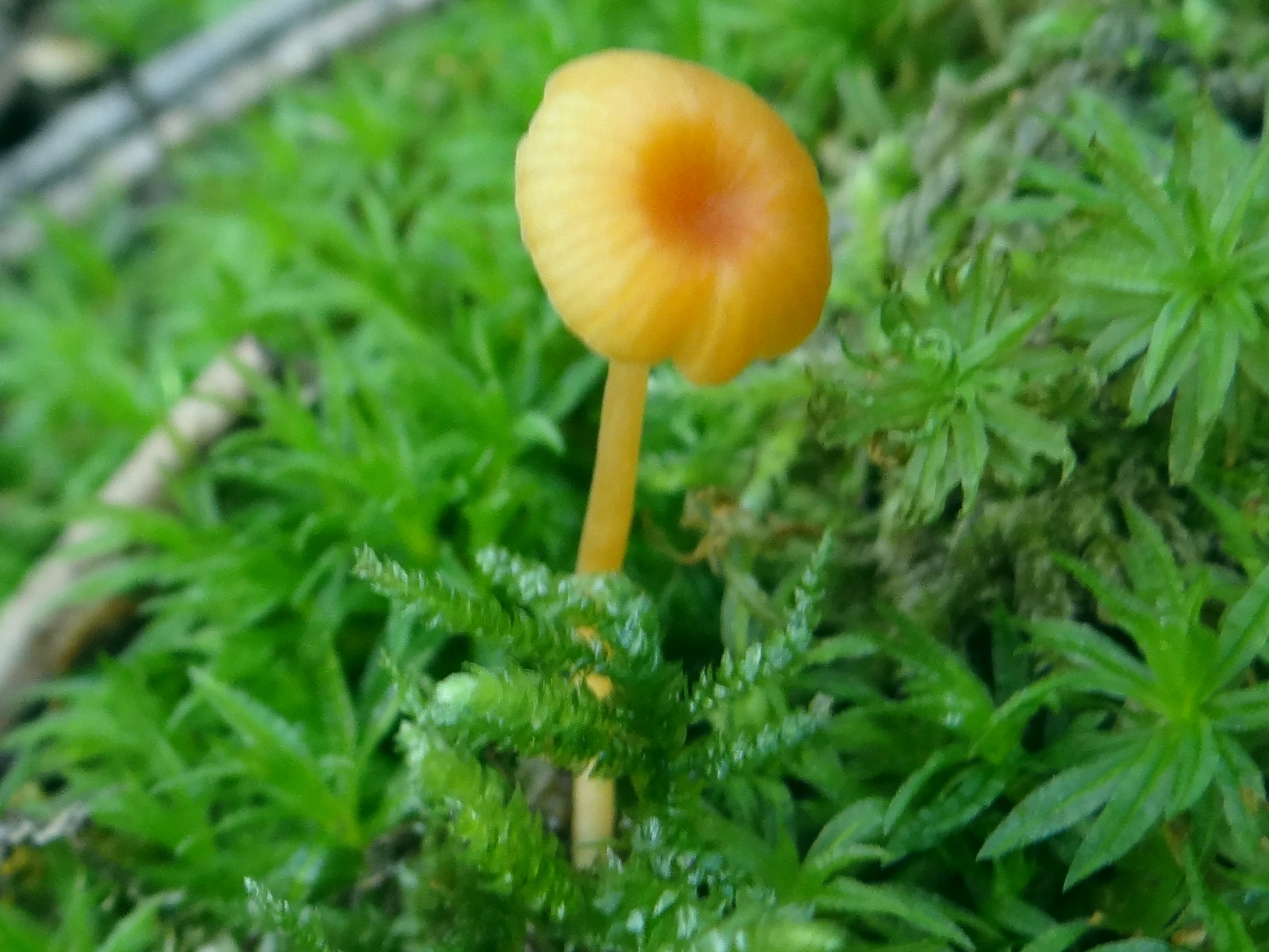

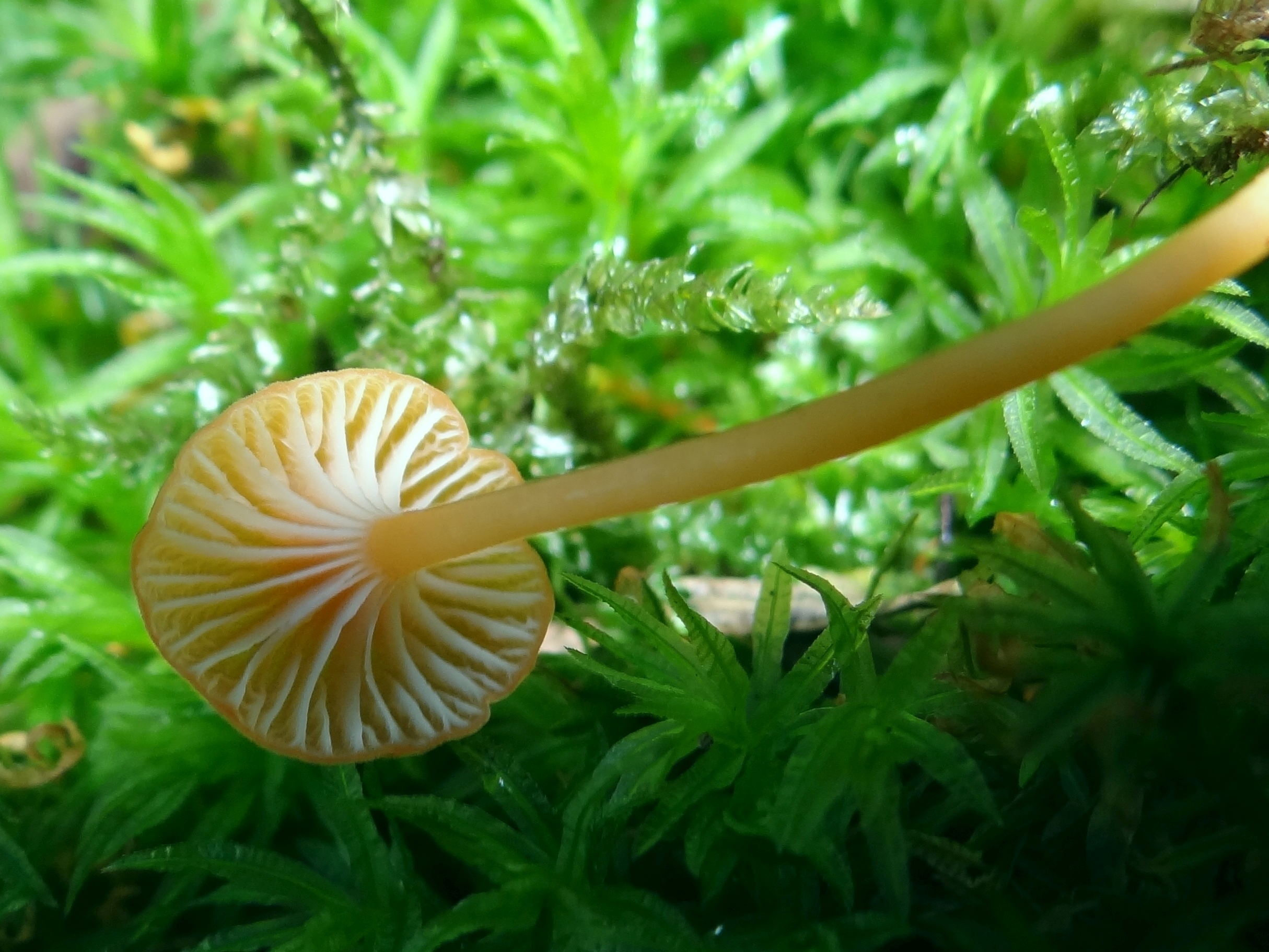

Wilgotnica żółta (Gloioxanthomyces vitellinus (Fr.) Lodge, Vizzini, Ercole & Boertm.) – gatunek grzybów z rzędu pieczarkowców (Agaricales).

## Systematyka i nazewnictwo
Pozycja w klasyfikacji według Index Fungorum:  Gloioxanthomyces, Incertae sedis, Agaricales, Agaricomycetidae, Agaricomycetes, Agaricomycotina, Basidiomycota, Fungi.
Po raz pierwszy takson ten zdiagnozował w 1863 r. Elias Fries nadając mu nazwę Hygrophorus vitellinus. W 1879 r. P. Karsten przeniósł go do rodzaju Hygrocybe. Obecną, uznaną przez Index Fungorum nazwę nadali mu w 2013 r. Vizzini, Ercole & Boertm.
Synonimy naukowe:

- Gliophorus luteolaetus (Arnolds) Kovalenko 1988
- Gliophorus vitellinus (Fr.) Kovalenko 1988
- Hygrocybe laeta var. luteolaeta (Arnolds) Bon 1989
- Hygrocybe luteolaeta Arnolds 1985
- Hygrocybe vitellina (Fr.) P. Karst. 1879
- Hygrophorus vitellinus Fr. 1863

Nazwę polską podała Barbara Gumińska w 1997 r.. Po przeniesieniu tego gatunku do rodzaju Gliophorus nazwa polska stała się niespójna z nazwą naukową.

## Morfologia
Kapelusz
Średnica od 1 do 3 cm. Kształt u młodych okazów dzwonkowato-sklepiony, u starszych szerokorozpostarty. Brzeg nieregularnie falisty, czasami pofalowany, zazwyczaj prążkowany. Powierzchnia gładka, lepka. Barwa od cytrynowożółtej do chromowożółtej, podczas wysychania blednie do piaskowej, a nawet białawej.
Blaszki
Różnej długości, dość rzadkie, przy trzonie zbiegające. Brzegi równe. Barwa od cytrynowożółtej do żółtopomarańczowej.
Trzon
Wysokość od 3 do 5 cm, średnica od 2 do 4 mm. Jest cienki i wysmukły, kruchy, przeważnie prosty. Powierzchnia gładka i lepka, pod kapeluszem biaława, poza tym cytrynowożółta, podczas wysychania blednie podobnie jak kapelusz.
Wysyp zarodników
Biały; Zarodniki eliptyczne, jajowate, o rozmiarach 6–8 × 4,5–5 μm.

## Występowanie i siedlisko
Wilgotnica cytrynowozielona notowana jest w Europie, północnych rejonach Ameryki Północnej (Alaska, prowincja Québec w Kanadzie), w Korei i Nowej Zelandii. W Europie na północy sięga po Islandię i 66,7 stopień szerokości geograficznej na Półwyspie Skandynawskim, na południu po Portugalię. W Polsce gatunek rzadki. Znajduje się na Czerwonej liście roślin i grzybów Polski. Ma status E – gatunek zagrożony wymarciem, którego przeżycie jest mało prawdopodobne, jeśli nadal będą działać czynniki zagrożenia. Znajduje się na listach gatunków zagrożonych także w Niemczech, Danii, Czechach, Holandii. Norwegii.
Prawdopodobnie grzyb mikoryzowy. W Polsce owocniki pojawiają się od sierpnia do września na ziemi, wśród traw i mchów na polanach, pastwiskach.

## Gatunki podobne
W Polsce rośnie kilka gatunków żółtych wilgotnic, jednak są większe. Bardzo podobna i równie niewielka jest wilgotnica cytrynowa (H. citrina). Wilgotnica żółta odróżnia się od niej wyraźnie zbiegającymi blaszkami.